# Eustachy Rylski (ziemianin)
Eustachy Ścibor-Rylski herbu Ostoja – polski właściciel ziemski, oficer kawalerii.

## Życiorys
Był prawnukiem Ludwika Ścibor-Rylskiego herbu Ostoja, jedynym wnukiem Eustachego (1817-1899) oraz synem Władysława Ścibor-Rylskiego (1841-1883) i Izabeli ks. Puzyna herbu Oginiec (1857-1927).
W 1899 otrzymał dyplom rolniczy w Weihenstephan koło Monachium. Został członkiem C. K. Galicyjskiego Towarzystwa Gospodarskiego.
W wyniku zapisu testamentowego swojej dalekiej babki Leopoldyny Horodyńskiej (była siostrą jego dziadka Eustachego, zmarła w 1897) odziedziczył i został właścicielem dóbr ziemskich w powiecie sokalskim (w nawiasach podano stan posiadania w poszczególnych latach): Winniki (1897, 1904), Dłużniów (1897, 1904), Nuśmice (1904), Tudorkowice (1904, 1905, 1914, 1918), Uhrynów (1904, 1905, 1914, 1918), Rożybne koło Uhrynowa (1905), Starogród (1914, 1918); oraz w powiecie sanockim: Jędruszkowce (1904, 1905, 1911, 1914, 1918), Pielnia Dolna i Górna (1904, 1905, 1911, 1914, 1918), Przybyszów (1904, 1905, 1911, 1914, 1918). W Uhrynowie prowadził młyn, gorzelnię rolniczą. Był myśliwym, od 1900 ponownie członkiem Towarzystwa Myśliwych w Rzeszowie.
W C. K. Armii został mianowany kadetem w rezerwie kawalerii z dniem 1 stycznia 1901, a potem awansowany na stopień podporucznika w rezerwie kawalerii z dniem 1 stycznia 1905. Do około 1909 był przydzielony do 4 pułku ułanów z garnizonu w Żółkwi (kadra zapasowa we Lwowie). Następnie został przeniesiony do C. K. Obrony Krajowej i zweryfikowany w stopniu podporucznika w grupie nieaktywnych ułanów obrony krajowej z dniem 1 stycznia 1905. Do około 1912 był przydzielony do 1 pułku ułanów Obrony Krajowej we Lwowie. Następnie pozostawał podporucznikiem kawalerii w stosunku ewidencji. Podczas I wojny światowej 9 lutego 1916 został awansowany przez cesarza na stopień porucznika z dniem 1 listopada 1914 w stosunku „poza służbą” w grupie oficerów aktywowanych na czas mobilizacji.
Jako właściciel dóbr był wybierany z grupy większych posiadłości był członkiem Rady c. k. powiatu sokalskiego od około 1903 do około 1914, w tym od około 1910 pełnił funkcję członka wydziału powiatowego.
W 1922 we Lwowie został wydany zbiór poezji Eustachy Ścibor-Rylskiego pt. In variis invaria.
Był żonaty z Wandą Skrzyńską herbu Zaremba (1888-1980), a ich dziećmi byli Eustachy (1909-1944, ojciec Eustachego), Jerzy (1911-1940), Wanda (1912-2003, po mężu Korczak).